# Квартира 143 (фільм)
«Квартира 143» — кінофільм режисера Карлеса Торренса, який вийшов на екрани в 2011 році.

## Зміст
Група дослідників паранормальних явищ збирається вивчити аномалії в квартирі, де, за повідомленнями, відбувається безліч страшних і непояснених подій. Вибухи електроприладів, дзвінки з нізвідки - це тільки початок довгого списку. Вчені встановлюють апаратуру для відеофіксації і приступають до спостереження. Поступово вони все ближче підбираються до моменту контакту з чимось з потойбічного світу, не усвідомлюючи, що знаходяться у смертельній небезпеці.

## Ролі
| Актор            | Роль |
| ---------------- | ---- |
| Франсеск Гаррідо | -    |
| Фіона Глескотт   | -    |
| Рік Гонсалес     | -    |
| Кай Леннокс      | -    |
| Джина Мантенья   | -    |
| Майкл О'Кіф      | -    |
| Деміен Роман     | -    |
| Лаура Мартускейі | -    |
| Фермі Рейксач    | -    |
| Сулейман Діоп    | -    |

## Знімальна група
- Режисер — Карлес Торренс
- Сценарист — Родріго Кортес
- Продюсер — Родріго Кортес, Адріан Герра, Грегор Меллин
- Композитор — Віктор Рейес